# 華沙東站
華沙東站（波蘭語：Warszawa Wschodnia），为波兰首都华沙市的主要鐵路車站之一，位於華沙市東側維斯瓦河河畔，擁有7座月台與14個股道。

## 歷史
華沙東站首次開始運營於1866年，作為新建華沙 - 特雷斯波爾鐵路的終點站，1933年，該站被重建為一個直通車站；第二次世界大戰期間，車站大樓被毀，在戰後的幾十年裡，臨時的臨時建築被用來為乘客提供服務。目前的車站大樓於1969年開放，曾經是華沙最現代化的大型車站，但後因未受重視而逐漸失修。直到2012年欧洲足球锦标赛舉辦期間，東站再度進行了大規模整修。

## 外部連結
维基共享资源上的相關多媒體資源：華沙東站